# كريستوفر لويس
كريستوفر لويس (بالإنجليزية: Christopher Lewis)‏ هو كاتب سيناريو ومنتج أفلام أمريكي، ولد في 1944.

## روابط خارجية
- كريستوفر لويس على موقع IMDb (الإنجليزية)
- كريستوفر لويس على موقع قاعدة بيانات الفيلم (الإنجليزية)